# ایوان هافمن
ایوان هافمن (انگلیسی: Evan Huffman؛ زادهٔ ۷ ژانویهٔ ۱۹۹۰) دوچرخه‌سوار اهل ایالات متحده آمریکا است.
از باشگاه‌هایی که در آن بازی کرده‌است می‌توان به تیم آستانه اشاره کرد. 
وی در سال ۲۰۱۹ اعلام بازنشستگی نمود و از حرفه دوچرخه سواری خداحافظی کرد.